# Michael Tjernström
Michael Kjell Henry Tjernström, född 17 augusti 1955 i Solna i Stockholms län, är en svensk meteorolog.

## Biografi
Tjernström var efter sin grundutbildning vid Stockholms universitet verksam som meteorolog i svenska Flygvapnet åren 1979–1994. Efter att 1988 ha avlagt doktorsexamen vid Uppsala universitet på avhandlingen Numerical modeling of stratiform boundary-layer clouds on the meso-gamma scale, tjänstgjorde han åren 1988–1990 som post-doktor, 1991–1994 som forskarassistent och 1994–2000 som docent vid institutionen för meteorologi vid Uppsala universitet. Hösten 1996 var han gästforskare vid California Institute of Technology i Pasadena, USA, och året därpå en tid forskare vid SMHI i Norrköping, innan han år 2000 utsågs till professor i meteorolog i Uppsala.
Tjernström anställdes 2001 som professor i gränsskiktsmeteorologi vid Stockholms universitet. 2023 gick han i pension. Han har tillbringat flera perioder vid lärosäten utanför Sverige, bland annat Boulder, Colorado, vid institutioner som CIRES, National Center for Atmospheric Research och NOOA Earth System Research Lab.
Hans huvudsakliga forskningsintressen har rört meteorologiska gränsskikt, i Arktis, i atmosfären och i kustområden. 
Tjernström har haft (och har) ett flertal internationella uppdrag. Han var åren 2012–2015 styrelseledamot i Bolin Center for Climate Research. Han är sedan 2011 ledamot av International Arctic Science Committee.
Tjernströms publicering har (2023) enligt Google Scholar över 8 000 citeringar och ett h-index på 53.

## Publikationer (i urval)
- Tjernström, Michael (2009). ”Varför skall vi tro på klimatmodeller?”. i Johansson Birgitta (på engelska). Climate challenge - the safety's off. Formas fokuserar ; 15. Stockholm: Formas. Libris 11700635. ISBN 9789154060382